# Саядов, Георгий Ваганович
Георгий Ваганович Саядов (род. 12 февраля 1931, Баку) — советский борец вольного стиля, чемпион и призёр чемпионатов СССР, обладатель Кубка мира, мастер спорта СССР.

## Биография
11 раз участвовал в чемпионатах страны. Участник Олимпийских игр 1952 года в Хельсинки. Попал на Олимпиаду из-за того, что Муса Бабаев, который должен был выступать на Олимпиаде, получил травму. В четвертьфинале проиграл будущему бронзовому призёру Махмуду Моллагасеми из Ирана и занял итоговое четвёртое место.

## Спортивные результаты
- Чемпионат СССР по вольной борьбе 1953 года — ;
- Чемпионат СССР по вольной борьбе 1954 года — ;
- Чемпионат СССР по вольной борьбе 1955 года — ;
- Вольная борьба на летней Спартакиаде народов СССР 1956 года — ;
- Чемпионат СССР по вольной борьбе 1957 года — ;
- Чемпионат СССР по вольной борьбе 1958 года — ;
- Вольная борьба на летней Спартакиаде народов СССР 1959 года — ;
- Чемпионат СССР по вольной борьбе 1961 года — ;

## Семья
Брат Саядов, Армаис Ваганович (1938) — борец классического стиля, чемпион СССР и мира, призёр чемпионата Европы, Заслуженный мастер спорта СССР (1965), судья международной категории.